# Саваш, Мухаммад Расих
Мухаммад Расих Саваш (тур. Mehmet Rasih Savaş; 1917; Гюнейкёй — ?) — турецкий публицист, отставной майор турецкой армии аварского происхождения. Поэт, переводчик. Коммерсант. Член северокавказской эмиграции в Турции. Один из активистов дагестанской диаспоры в Турции.

## Биография
Происходит из аварского села Аракани в Дагестане. Деда звали Нур-Магомед, а его сына, отца Мухаммада, звали Магомед. Магомед эмигрировал в Османскую империю в конце 1890-х годов, жена осталась на родине. Мухаммад родился в 1917 году в селе Гюнейкёй от второй жены Магомеда из Турции.
Отец умер во время Первой Мировой войны, после чего его семья перебралась в город Адапазары. Там Мухаммад пошёл в школу. Позже попал в стамбульское тех-училище военной промышленности. В качестве лучшего ученика Мухаммада направили в Германию, чтобы он там продолжил обучение. Вступил в военное училище, закончил его в 1937 году. Заслужил офицерский чин, служил в армии. В 1952 году по причине здоровья подал в отставку.
Инициаторов создания «Общества культуры и взаимопомощи северокавказцев» в 1951 году.
В 2000 году проживал в турецком городе Чифтлик.
На протяжении долгого времени был главой и спонсором Северокавказского «Фонда имени Имама Шамиля». После смерти Мухаммада, деятельность фонда прекращена, а здание в Стамбуле и крупная библиотека Саида Шамиля продана представителям абхазского турецкого землячества.

## Литературная деятельность
Хорошо владеет родным аварским языком, обладал поэтическим и переводческим талантами, хоть и не имел профессионального образования. Мухаммад переводил творчество Расула Гамзатова на турецкий язык. Издал вместе с Джафером Барласом аварско-турецкий словарь.
В 1970 году основал журнал «Северный Кавказ» (тур. «Kuzey Kafkasya»), который на момент 2000 года продолжал с трудом издаваться на деньги северокавказских эмигрантов.
Занимался также разработкой для аварского языка латинского алфавита.